# Utsakuvarash
Utsakuvarash är en kulle i Finland. Den ligger i Utsjoki kommun i landskapet Lappland, i den norra delen av landet, 1 000 km norr om huvudstaden Helsingfors. Toppen på Utsakuvarash är 360 meter över havet. Utsakuvarash ingår i Paistunturit.
Terrängen runt Utsakuvarash är platt åt sydost, men åt nordväst är den kuperad.  Trakten runt Utsakuvarash är nära nog obefolkad, med mindre än två invånare per kvadratkilometer. Omgivningarna runt Utsakuvarash är i huvudsak ett öppet busklandskap.